# Katja Husen

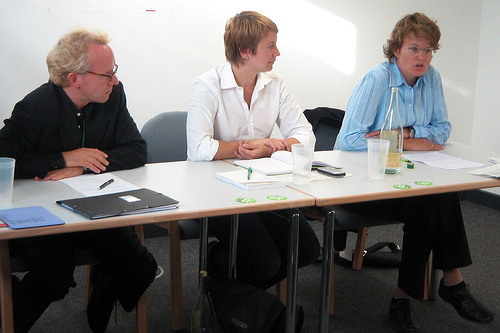
Katja Husen (Mitte) 2006 in Berlin

Katja Husen (* 12. Juni 1976 in Istanbul, Türkei; † 28. Juni 2022) war eine deutsche Politikerin (Bündnis 90/Die Grünen). Sie war von 1998 bis 2000 Bundessprecherin des Grün-Alternativen Jugendbündnisses und von 2004 bis 2008 Mitglied der Hamburgischen Bürgerschaft.

## Leben und Beruf
Nach dem Abitur 1995 an der Kieler Gelehrtenschule absolvierte Husen ein Studium der Biologie an der Technischen Universität Braunschweig und der Freien Universität Amsterdam, das sie 2001 mit dem Diplom abschloss.
Von 2008 bis 2009 arbeitete sie für die MediGate GmbH, eine Tochtergesellschaft des Universitätsklinikums Hamburg-Eppendorf. 2009 wurde sie beim Universitätsklinikum Hamburg-Eppendorf Geschäftsführerin des Zentrums für Molekulare Neurobiologie Hamburg und 2012 zusätzlich Geschäftsführerin des Zentrums für Zahn-, Mund- und Kieferheilkunde.
Katja Husen stürzte beim 29. Rosenheimer Radmarathon am 26. Juni 2022 am Sudelfeld auf der Bundesstraße 307 schwer und starb zwei Tage später im Krankenhaus im Alter von 46 Jahren an den Kopfverletzungen, die sie sich trotz Fahrradhelms zugezogen hatte.

## Partei
Seit 1997 war Husen Mitglied von Bündnis 90/Die Grünen. Von 1998 bis 2000 war sie Sprecherin des Grün-Alternativen Jugendbündnisses, der heutigen Grünen Jugend, und von 2001 bis 2002 gehörte sie dem Vorstand der Grün-Alternativen Liste an, des Hamburger Landesverbands von Bündnis 90/Die Grünen. Am 8. Dezember 2002 wurde sie auf der Bundesdelegiertenkonferenz als frauenpolitische Sprecherin in den Bundesvorstand gewählt. Bei ihrer Wiederwahl am 2. Oktober 2004 setzte sie sich gegen die Vorsitzende der Grün-Alternativen Liste Anja Hajduk durch. Auf der Bundesdelegiertenkonferenz am 3. Dezember 2006 stellte sie sich nicht erneut zur Wahl. Zu ihrer Nachfolgerin wurde Astrid Rothe-Beinlich gewählt.
Am 4. November 2012 wurde sie als Nachfolgerin der zurückgetretenen Marlis Dürkop-Leptihn in den Hamburger Landesvorstand gewählt. Sie gehörte dem Gremium bis zur Landesmitgliederversammlung am 30. Mai 2015 an.
Nach der Bezirksversammlungswahl im Mai 2019 entschied sich die neu gebildete grün-schwarze Koalition in der Bezirksversammlung Hamburg-Eimsbüttel, den 2016 von der damaligen rot-grünen Koalition gewählten Bezirksamtsleiter Kay Gätgens von der SPD durch Katja Husen abzulösen. Bei den beiden Abstimmungen erhielt sie jeweils nur 25 Stimmen statt der benötigten 26 Stimmen, weil mindestens drei von den 28 Mitgliedern der grün-schwarzen Koalition sie nicht wählten.

## Abgeordnete
Bei der Bürgerschaftswahl 2004 wurde Husen über Platz 15 der Landesliste in die Hamburgische Bürgerschaft gewählt. Sie war gesundheitspolitische Sprecherin der GAL-Bürgerschaftsfraktion und Mitglied im Haushaltsausschuss und im Ausschuss für Gesundheit und Verbraucherschutz sowie stellvertretendes Mitglied im Wissenschaftsausschuss. Außerdem vertrat sie ihre Fraktion in den Unterausschüssen für IuK-Technik und Verwaltungsmodernisierung sowie für Öffentlichen Dienst und Personalwirtschaft. Bei der Bürgerschaftswahl 2008 kandidierte sie auf Platz 11 der Landesliste und Platz 2 im Wahlkreis Billstedt – Wilhelmsburg – Finkenwerder, verpasste aber den Wiedereinzug in die Hamburgische Bürgerschaft.
Bei der Bundestagswahl 2013 kandidierte sie auf Platz 7 der Hamburger Landesliste und im Wahlkreis Hamburg-Wandsbek, zog jedoch nicht in den Bundestag ein.